# تیگرویل (کارولینای جنوبی)
تیگرویل(به انگلیسی: Tigerville) شهری در ایالت کارولینای جنوبی کشور ایالات متحده آمریکا است که جمعیت آن در سرشماری سال ۲۰۱۰ میلادی، ۱٬۳۱۲ نفر بوده‌است.